# 姜永荣
姜永荣（1944年10月—2002年8月1日），男，江苏姜堰人，中华人民共和国政治人物。中共第十四届中央候补委员。

## 生平
1966年12月加入中国共产党。1970年至1971年，任江苏省泰县俞垛公社房东大队党支部副书记。1971年至1975年，任中共泰县俞垛公社党委副书记。1975年至1977年，任中共泰县县委副书记、泰县革委会副主任。1977年至1982年，任中共泰县县委书记、泰县革委会主任。1982年至1983年，任中共扬州地委副书记、扬州地区行署副专员，中共江苏省扬州市委副书记。1983年至1985年，在南京大学哲学系干部专修科哲学专业学习。1985年至1988年，任中共扬州市委副书记。1988年至1993年4月，任中共扬州市委书记、扬州市人大常委会主任。1993年4月，任江苏省人民政府副省长。2002年8月1日，在南京逝世。